# Bátor Tamás
Bátor Tamás (Budapest, 1960. február 10.) magyar operaénekes (basszus), a Miskolci Nemzetközi Operafesztivál korábbi igazgatója, a Művészetek Palotája külkapcsolatokért felelős munkatársa, koprodukciós igazgató.

## Tanulmányai
Zeneszerető családba született, édesapja építész volt, de jól hegedült, a család sokat énekelt otthon népdalt, gregoriánt. Zongorázni és hegedülni tanult, gyermek- és felnőtt kórusban énekelt. A Bartók Béla Zeneművészeti Szakközépiskolába járt, és – bár apja fogorvosnak szánta – 1981-ben felvették a Liszt Ferenc Zeneművészeti Főiskola ének szakára, ahol Révhegyi Ferencné és Bende Zsolt volt a mestere. Részt vett Jevgenyij Nyeszterenko budapesti és moszkvai mesterkurzusán, 1985-ben pedig bemutatkozhatott a budapesti Operaházban, Puccini Manon Lescaut-jában. Az 1990-es évek közepétől Polgár László operaénekesnél képezte magát tovább.
Hangfaja basso profondo, azaz mélybasszus.
A főiskolán 1986-ban diplomázott, és az Operaház tagja lett, ahol Wagner Parsifaljában énekelt. Ugyanakkor elnyerte a milánói Scala ösztöndíját is, ahol többek között Giulietta Simionato és Luciano Silvestri irányítása alatt folytatta tanulmányait. 1986-tól 1988-ig olyan nagy művészek előadásait kísérhette figyelemmel, mint Plácido Domingo, Luciano Pavarotti, José Carreras, Piero Cappuccilli, Milena Freni, Edita Gruberová, a karmesterek közül Riccardo Muti, Giuseppe Patanè, Claudio Abbado, Carlos Kleiber. Természetesen fel is lépett az opera produkcióiban és különböző koncerteken.

## Énekes karrierje
1989-ben a luzerni Stadttheaterbe szerződtette Marcello Viotti. A svájci városban körülbelül tizenöt produkcióban szerepelt, először Mozart Figaro házasságában Don Bartolo szerepében mutatkozott be. Ettől kezdődően egészen 2002-ig külföldön élt, és a világ számos városában (Genf, Luzern, St. Gallen, Bern, München, Augsburg, Hannover, Weimar, Lipcse, Koppenhága, Madrid, Barcelona, Bilbao, Milánó, Róma, Bologna, Prága, Dublin, Baltimore, Portland, Seattle, Tel-Aviv, Monte-Carlo, Tokió, Oszaka, Hirosima) énekelt. Közben közel húsz évig állandó vendégművésze volt a Magyar Állami Operaháznak.
Repertoárján több mint negyven szerep van, az orosz operáktól az olaszon át a németig, a barokktól a kortárs művekig, de oratóriumokat, dalokat is szívesen énekel. Kedves partnerei között megemlítendő Piero Cappuccilli, Renato Bruson, Michele Crider, Giuseppe Giacomini, Ramon Vargas, Giorgio Zancanaro, Bruno Pola, Jelena Obrazcova és sokan mások. Több hangfelvétele jelent meg CD-n.

## Az Operafesztivál ügyvezetője
2003-tól 2011-ig a Miskolci Nemzetközi Operafesztivál ügyvezetője volt, de már ezt megelőzően is szoros kapcsolatban volt a fesztivállal, az első két évben művészeti tanácsadó volt. 2007-ig Marton Éva, a világhírű szoprán volt a fesztivál művészeti igazgatója, akivel együtt dolgozott a fesztivál sikeréért. Az operafesztivál programját legalább két évre előre tervezték, elsősorban Közép- és Kelet-Európa operaprodukcióit mutatták be Miskolcon, ugyanakkor vendég volt már a bécsi Opera és a milánói Scala énekkara is. Saját produkciókkal is jelentkeztek, nem ritkán koprodukcióban. A fesztivált 2009-ben beválasztották az Európai Fesztiválok Szövetségébe.
Bátor Tamás fesztiváligazgatóként számos nemzetközi énekverseny zsűrijében volt visszatérő meghívott. 2010-ben elnyerte a Magyar Zeneművészet kategória megyei Prima díját.
A miskolci közönségtől 2011 decemberében, egy sikeres áriakoncerttel búcsúzott el, Rácz Rita szopránénekes társaságában. A Miskolci Szimfonikus Zenekart Kovács János vezényelte.

## A Művészetek Palotája programigazgatója
2010-től a Magyar Állami Operaház művészeti  tanácsadója, 2011. október 1-jétől a MÜPA programigazgatója, koprodukciós igazgatója is.